# Guillermo Ramón I de Cerdaña
Guillermo Ramón I de Cerdaña (1068-1095), conde de Cerdaña (1068-1095) y conde de Berga (1068-1094). 
Hijo de Ramón Wifredo, heredó el condado de Cerdaña a la muerte de su padre, presumiblemente el mismo año de su nacimiento. Asimismo, heredó el condado de Berga el mismo año. Estuvo muy interesado en repoblar buena parte de la Cerdaña, otorgando así la carta de población de Villafranca de Conflent. 

## Nupcias y descendientes
Se casó, en primeras nupcias con Adelaida de Carcasona, hija del conde Pedro II de Carcasona. De esta unión no hubo hijos. 
Se casó, en segundas nupcias con Sancha de Barcelona, hija de Ramón Berenguer I y su esposa Almodis de la Marca, y hermana del conde Ramón Berenguer II, cosa que llevó a Guillermo a ser tutor del futuro conde de Barcelona Ramón Berenguer III. De esta unión nacieron:
- Guillermo II de Cerdaña (?-1109)
- Bernardo I de Cerdaña (?-1118)

Se casó en terceras nupcias en 1071 con Isabel de Urgel, hija del conde Ermengol III de Urgel. De esta unión no hubo hijos.
| Predecesor: Ramón Wifredo | Conde de Berga 1068-1094   | Sucesor: Guillermo II |
| Predecesor: Ramón Wifredo | Conde de Cerdaña 1068-1095 | Sucesor: Guillermo II |